# Garhi Bharti
Garhi Bharti (em panjabi: ਗੜੀ ਭਾਰਤੀ) é uma aldeia localizada no distrito de Shaheed Bhagat Singh Nagar, no estado de Punjab, na Índia. Está localizado a 6,1 (3,8 mi) quilômetros de Garcha, 14 (8,7 mi) quilômetros da cidade de Nawanshahr, 8,1 quilômetros (5 mi) do distrito Shaheed Bhagat Singh Nagas e 95 quilômetros (59 mi) da capital do estado, Chandigarh. A aldeia, assim como as demais indianas, é governada por um sarpanch, eleito democraticamente pela maioria da população residente no assentamento.

## Demografia
Segundo o relatório publicado pelo Censo da Índia de 2011, a aldeia Garhi Bharti é composta por um total de 87 casas e a população total é de 470 habitantes, dos quais 231 são do sexo masculino e 239, do sexo feminino. O nível de alfabetização da aldeia é 82.44% maior que a média do estado, a qual é de 75.84%.
Conforme constatação do Censo, 134 pessoas exercem seu trabalho fora da aldeia; dessas, 119 são homens e 15 são mulheres. O levantamento do governo também consta que 91.04% dos trabalhadores ocupam um serviço como trabalho formal e único, enquanto os outros 8.96% estão envolvidos em atividades marginais, trabalhando como meio de subsistência em diferentes lugares em menos de seis meses.

## Educação
Na aldeia, não há nenhuma escola, e os estudantes precisam ir a outras aldeias para estudar; muitas dessas aldeias estão distantes por dez quilômetros. Nas proximidades, destaca-se o Instituto Indiano de Tecnologia (IITs) a 15 quilômetros e a Lovely Professional University a 51 quilômetros. Outras instituições de ensino também representam papel importante na região: KC Engineering College e Doaba Khalsa.

## Transporte
A estação de trem mais próxima de Garhi Bharti é Nawanshahr; no entanto, a estação principal, Garhshankar, está a 25 quilômetros (16 mi) de distância. O aeroporto mais perto é Sahnewal, localizado a 15 quilômetros, e o aeroporto internacional mais próximo é o Sri Guru Ram Dass Jee, a 51 quilômetros.